# Ñico Saquito
Ñico Saquito, nome d'arte di Benito Antonio Fernandez Ortiz (Santiago di Cuba, 17 gennaio 1901 – L'Avana, 4 agosto 1982), è stato un musicista, chitarrista e cantante cubano. È stato uno dei musicisti più importanti di Cuba del XX secolo, ha scritto più di 500 canzoni.

## Biografia

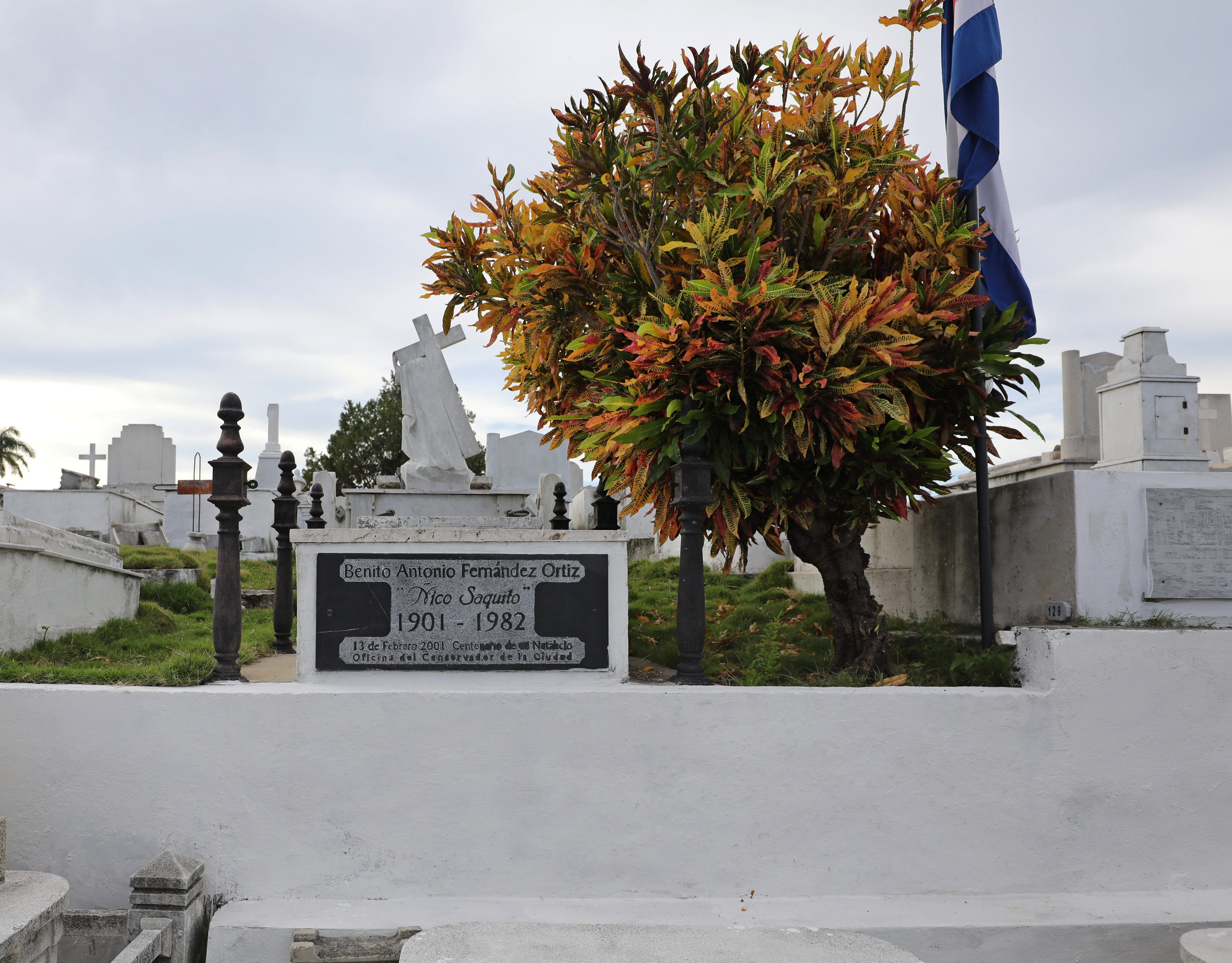
Tomba nella Santa Ifigenia

Chiamato alla nascita Antonio Fernandez Ortiz, usò diversi nomi d'arte fra cui, oltre a Ñico Saquito, "Mr. Cat".  Secondo la leggenda il suo nomignolo Saquito (in spagnolo: sacchetto o piccola sacca) deriva dal fatto che, da giovane lavorava per le squadre di baseball che visitavano Santiago de Cuba. Nico andava con un sacco a raccogliere le palle che uscivano dal campo di gioco, così i suoi fan lo battezzarono come Ñico Saquito.
Aveva iniziato la sua carriera negli anni '30; nel 1934 entrò a far parte del gruppo Típico Oriental, diretto da Guillermo Mozo.
Ma nel 1936 Saquito aveva conosciuto il successo per aver composto il brano Cuidadito Compay Gallo, che presto divenne di grande notorietà per la versione del Trio Matamoros, che registrava la canzone e la rendeva popolare.
Nel 1938, Saquito a L'Avana forma un quartetto con Mozo Borgella, Guillermo Rodríguez Fife e Ramón Márquez ma il gruppo non ebbe molto successo.
Nel 1940 Saquito, poiché la sua voce non era da solista, formò il Conjunto Compay Gallo con la voce solista di Maximiliano Sánchez (Bimbí) e con il chitarrista Florencio "Pícolo" Santana (seconda voce), Macias con la chitarra solista (terza voce).
Il gruppo si sciolse dopo il 1941: Santana iniziò poi ad esibirsi con il chitarrista Gerardo "El Chino" Macias a El Baturro, una famosa taverna a L'Avana.
Dopo di che Saquito formò un nuovo gruppo, Los Guaracheros de Oriente, sempre con Santana e Macías. 
Ma a quei tempi, a causa delle sue aspre critiche ai governanti in carica, a Cuba la guaracha fu perseguitata e repressa.
Nel 1950, Ñico Saquito cominciò un esilio in Venezuela, che durò dieci anni. Li aveva formato il Trio America, ma a causa della scarsa domanda alla radio, nei cabaret e nei locali da ballo, e Ñico dovette tornare ad un mestiere che aveva appreso in gioventù, per cui iniziò a lavorare presso una fonderia, dove a causa di un incidente aveva perso buona parte della sua vista. Dopo di che Saquito con il gruppo, Los Guaracheros de Oriente, realizzò molte registrazioni per la RCA Victor, Ñico e i Guaracheros frequentarono continuativamente Porto Rico e Venezuela fino al 1960.
Con l'arrivo di Fidel Castro al potere a Cuba, Ñico Saquito tornò nel suo paese, ma il resto del gruppo (El Gallego, El Chino e Picolo) rimase in Venezuela, continuando la propria carriera senza Saquito. 
Con il suo vecchio amico, Maximiliano Sanchez,  Ñico a Cuba creò un nuovo trio El Conjunto Oriental, con il quale ha cantato e suonato fino alla sua morte, presso il leggendario bar-ristorante la Bodeguita del Medio a L'Avana.
Fra le sue canzoni più famose:
- Maria Christina
- Adiós Compay Gato
- Al vaivén de mi carreta
- Saca la jabita

## Discografia
- 1956: Esto es Cuba (Sonora) — con Ramón Veloz
- 1957, Cosas de Ñico Saquito, Panart  LP-2093   con Ramón Veloz
- 1960: Linda guajira (Panart)
- 1969: Ñico Saquito y su conjunto de Oriente
- 1979: Cuidadito Compay Gallo , Areito    LD 3920
- 1982: Good-bye Mr. Cat, World Circuit Records

## Discografia (Francia)
- 1952: Maria Cristina veut toujours commander
- 1955: 3e Album Luis Mariano
- 1956: Sud-American
- 1960: Sélection de succès

## Raccolte
- 1990: "En tiempos del abuelo" con Nico Saquito (1902-1982) come cantante
- 1991: "Antologia de la musica cubana 1" con Nico Saquito (1902-1982) come cantante
- 1991: Antologia de la musica cubana 1" with Nico Saquito (1902-1982) come cantante
- 1994: La musica del Compay Ñico "Ñico Saquito En Su Voz Y En La De Otros Interpretes"
- 1994: "Musiques tropicales" with Nico Saquito (1902-1982) come cantante
- 1996: Cuba "Morning"" with Nico Saquito (1902-1982) as Conductor
- 1996: Cuba "Morning"" with Nico Saquito (1902-1982) come cantante
- 1997: Anthologie de la musique cubaine 1" with Nico Saquito (1902-1982) come cantante
- 1997: Best of salsa 2" with Nico Saquito (1902-1982) con Los Van Van
- 1998: Cha cha cha" with Nico Saquito (1902-1982) come cantante
- 2002: "Cuba" con Nico Saquito cantante
- 2001: "Filosofando" con Nico Saquito cantante